# Lista de membros titulares da Academia Brasileira de Ciências empossados em 1971
Esta lista contém os nomes dos membros titulares da Academia Brasileira de Ciências empossados em 1971.
| Imagem | Nome                        | Datas de nascimento e falecimento       | Local de nascimento | Área de especialização | Alma mater | Data de posse           | Conhecido por                                                                                | Referências       |
| ------ | --------------------------- | --------------------------------------- | ------------------- | ---------------------- | ---------- | ----------------------- | -------------------------------------------------------------------------------------------- | ----------------- |
|        | Anita Dolly Panek           | 01 de setembro de 1930                  | Cracóvia, Polônia   | Ciências Biomédicas    | UFRJ       | 16 de fevereiro de 1971 | sobre metabolismo da trealose como protetor da membrana celular                              |                   |
|        | Antonio Carlos Rocha Campos | 03 de março de 1937 22 de julho de 2019 | Araras, SP          | Ciências da Terra      | USP        | 16 de fevereiro de 1971 | varvito de Itu, Programa Antártico Brasileiro, primeiro e único brasileiro a presidir o SCAR | [ 2 ] [ 3 ] [ 4 ] |
|        | José Ferreira Fernandes     | 09 de julho de 1923                     |                     | Ciências Químicas      |            | 16 de fevereiro de 1971 |                                                                                              |                   |